# Solomon Šereševskij
Solomon Veniaminovič Šereševskij, anche conosciuto semplicemente come Ш (Š), S. o S di Lurija (in russo Соломон Вениаминович Шерешевский?; Toržok, 1886 – 1º maggio 1958), è stato un giornalista e mnemonista russo attivo negli anni ’20 del XX secolo.

## Studi su Šereševskij
Šereševskij ha partecipato a molti studi comportamentali, la maggior parte dei quali è stata effettuata dal neuropsicologo Aleksandr Romanovič Lurija in un arco di tempo trentennale. Šereševskij ha incontrato Lurija dopo un evento a metà del 1920. Per lo stupore di tutti i presenti, Šereševskij poteva ricordare parola per parola un intero discorso. Nel corso degli anni a Šereševskij è stato chiesto di memorizzare formule matematiche complesse, enormi matrici e anche poesie in lingua straniera: compiti che ha sempre eseguito in pochi minuti.
Sulla base dei propri studi, Lurija ha diagnosticato in Šereševskij una fortissima sinestesia in cui la stimolazione di uno dei suoi sensi produceva una reazione in ogni altro. Ad esempio, se Šereševskij avesse sentito una nota musicale, avrebbe visto anche un colore oppure toccare gli avrebbe innescato una sensazione di gusto e così via per tutti i sensi. Le immagini che la sua sinestesia produceva lo aiutavano a memorizzare.
Ad esempio, quando si parla di numeri, ha riferito:

Prendete il numero 1. Questo è un uomo orgoglioso ben costruito; 2 è una donna coraggiosa; 3 una persona cupa; 6 un uomo con un piede gonfio; 7 un uomo con i baffi; 8 una robusta donna/un sacco all'interno di un sacco. Per quanto riguarda il numero 87, quello che vedo è una donna grassa e un uomo facendo roteare i baffi.
 L'elenco delle immagini per le cifre è coerente con una forma di sinestesia conosciuta come personificazione linguistica ordinale, ma è anche legato ad una tecnica mnemonica chiamata il "sistema di forma numero" di cui il mnemonista crea immagini che assomigliano fisicamente alle cifre. Luria non ha chiaramente distinto tra ciò che era la capacità naturale di Šereševskij e le tecniche mnemoniche come la tecnica dei loci.

## Difficoltà legate alla memoria
Šereševskij aveva una immaginazione attiva che lo aiutava nella memorizzazione. D’altra parte lo stesso Šereševskij ha affermato che la sua condizione spesso produceva immagini o sentimenti inutili e fastidiosi. In particolare, aveva difficoltà a memorizzare le informazioni il cui significato differiva da quello  letterale, così come problemi a riconoscere i volti. Ha anche occasionalmente avuto problemi di lettura, perché le parole scritte evocavano sensazioni di distrazione.
Le cose erano molto peggio quando mangiava durante la lettura. Un esempio delle difficoltà che ha dovuto affrontare nella vita quotidiana:
 Una volta sono andato a comprare un gelato e mi avvicinai alla venditrice e le chiesi che tipo di gelato avesse. 'Gelato alla frutta', disse. Ma lei rispose con un tono di voce che mi sembrò quasi che un mucchio di carbone venne fuori dalla sua bocca, bloccandomi nell'acquisto del gelato. 
 I suoi ricordi erano così forti che li ricordava dopo molti anni. Dopo aver scoperto le proprie capacità, si è esibito come mnemonista: ciò in realtà ha aumentato la confusione nella sua mente. A volte mentre scriveva vedeva le parole bruciare o diventare cenere.
In un disperato tentativo di dimenticare le parole provava a cancellare mentalmente le parole pur senza riuscirci.
Alcuni mnemonisti hanno ipotizzato che questo potrebbe essere una tecnica mnemonica per scrivere le cose fino a poi affidarsi alla memoria a lungo termine. 
Secondo quanto riferito, nei suoi ultimi anni, si è reso conto che avrebbe potuto dimenticare i fatti con solo un desiderio cosciente di rimuoverli dalla sua memoria anche se Lurija non ha mai provato queste affermazioni.

## Nella cultura di massa
- Lo scrittore argentino, Jorge Luis Borges (1899–1986), pur non sapendo del caso di Lurija, nel 1942 ha pubblicato una storia di fantasia breve dal titolo Funes, el memorioso, in cui ha descritto un caso molto simile a quello di Šereševskij.
- Away with Words è un film di Christopher Doyle in gran parte ispirato alle descrizioni di Luria sulla vita di Šereševskij.
- La canzone L'uomo che non dimenticava nulla dei rapper italiani Murubutu e Vara, contenuta nell'album Il giovane Mariani e altri racconti di Murubutu, è ispirata a Šereševskij.